# La Chaux (Doubs)
La Chaux è un comune francese di 424 abitanti situato nel dipartimento del Doubs nella regione della Borgogna-Franca Contea.

È uno degli 11 comuni rivendicati dalla micronazione di Saugeais.

## Società

### Evoluzione demografica
Abitanti censiti